# Palacio de Minería

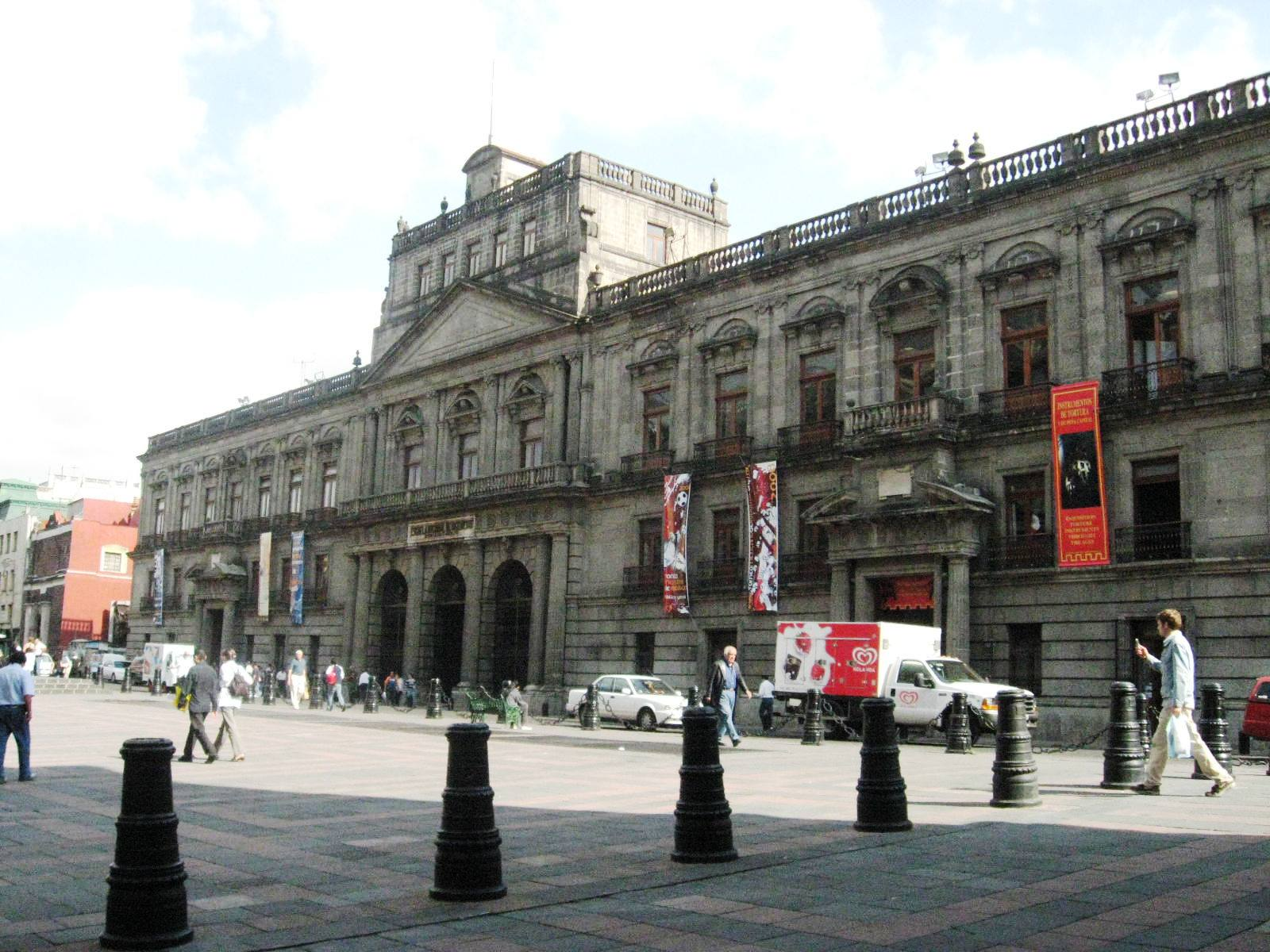
Palacio de Minería

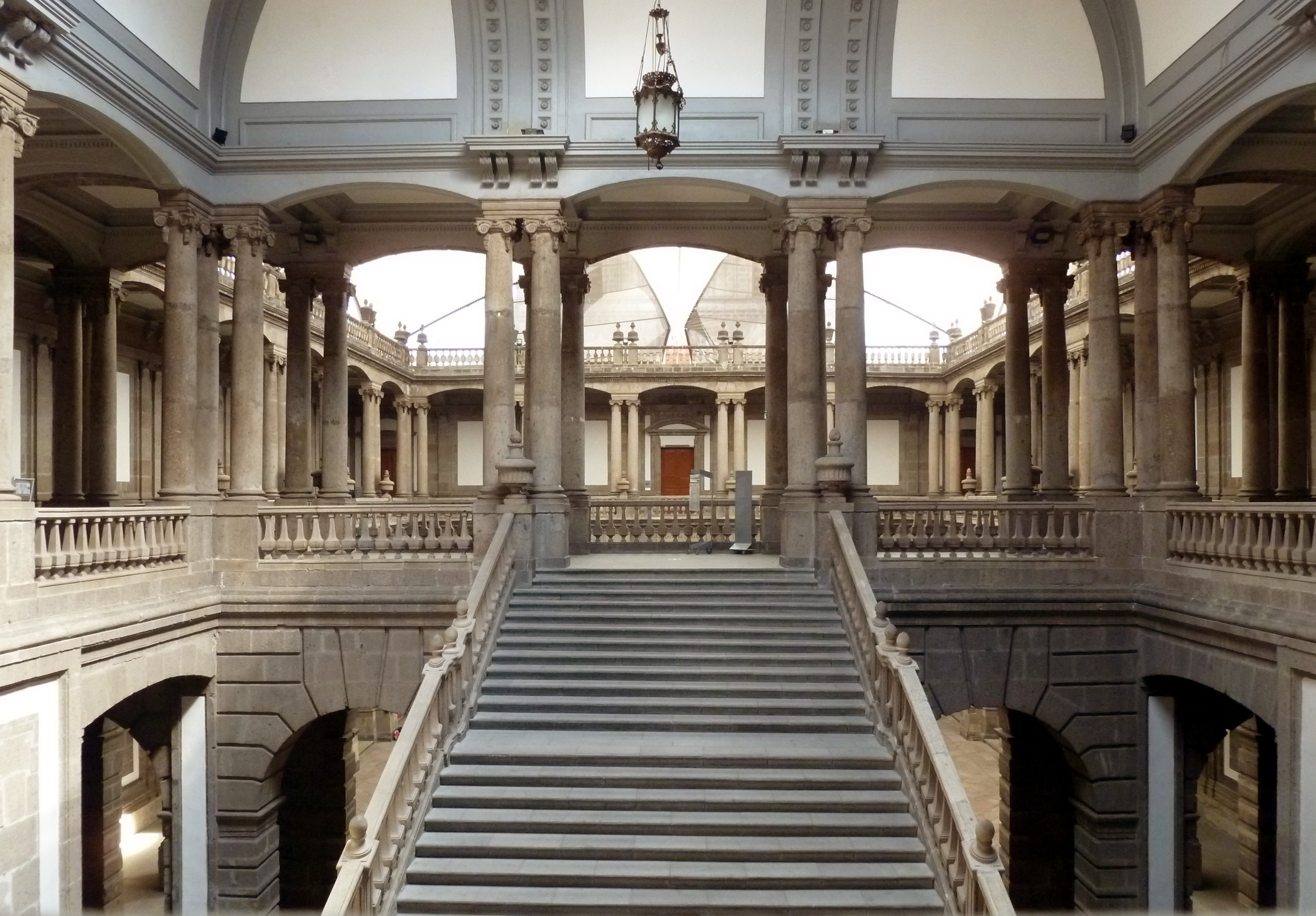
Interiör

Palacio de Minería är en byggnad i Mexico Citys historiska centrum. Det är ett framstående exempel på nyklassisk arkitektur i Amerika. Palatset uppfördes åren 1797 till 1813 av den spanska skulptören och arkitekten Manuel Tolsá. Från början var byggnaden huvudsäte för landets gruvdrift och här utbildades gruvarbetare. Numera inrymmer byggnaden ingenjörsfakulteten för Universidad Nacional Autónoma de México. Här finns även Manuel Tolsás museum och historiska arkiv om Palacio de Minería.
Palacio de Minería ligger vid västra änden av Calle de Tacuba, framför Plaza Manuel Tolsá, där den kända ryttarstatyn El Caballito finns, ett verk av Manuel Tolsá.